# Sungai Manau (Kuantan Mudik)
Sungai Manau is een bestuurslaag in het regentschap Kuantan Singingi van de provincie Riau, Indonesië. Sungai Manau telt 638 inwoners (volkstelling 2010).